# Sukhoj Su-7
Sukhoj Su-7 (russisk: Сухой Су-7) (NATO-rapporteringsnavn: Fitter-A) er et pilvinget supersonisk kampfly udviklet af det sovjetiske designbureau OKB Sukhoj i 1955. Flyet var oprindeligt udviklet som et taktisk jagerfly, der skulle operere i lav højde, men flyet var mindre succesfuldt i den rolle. En videreudvikling, Su-7B, blev udstyret som jagerbomber og opnåede imidlertid stor succes og blev Sovjetunionens primære jagerbomber og angrebsfly i 1960'erne. Su-7 blev produceret i 1.847 eksemplarer mellem 1957 og 1972 og blev eksporteret til flere lande De fleste producerede eksemplarer var Su-7B varianten.
Su-7 var et robust fly, men blandt flyets ulemper var dets korte rækkevidde og beskedne lasteevne samt flyets forholdsvis høje hastighed ved start og landing. Flyets begrænsninger førte til videreudviklingen Sukhoj Su-17, der var en kraftigere udgave af Su-7 med en række forbedringer, der løste en række af uhensigtsmæssighederne ved den oprindelige Su-7.

## Design og udvikling

### Oprindeligt Su-7 jagerfly
Efter Josef Stalins død i 1953 blev Sukhoj Designbureau genåbnet og det genåbnede bureau fik sammen med en række øvrige designbureauer til opgave at udvikle et jagerfly, der kunne overgå USA's F-86 Sabre, der under sidste del af Koreakrigen havde matchet og delvist overgået den sovjetiske MiG-15.
Baseret på anbefalinger fra det sovjetiske statslige militærflyagentur, TsAGI, påbegyndte Pavel Sukhoj og de øvrige medarbejdere i sommeren 1953 udviklingen af et design til en pilvinget jagerfly. Den første prototype, S-1, blev designet over den nye Lyulka AL-7 turbojet-motor. Det var det første sovjetiske fly, der anvendte et fuldt bevægeligt haleror og et bevægeligt næseindtag, der kunne regulere luftindtaget ved supersonisk flyvning. Flyets vinger var kraftigt bagudvendte med en vinkel på 60° og flyet var udstyret med nyskabende hydraulisk styret avionics og et katapultsæde udviklet af designbureauet. Parallelt med arbejdet med designet til den pilvingede S-1 arbejdede Sukhoj med et tilsvarende design men med deltavinge, T-1, der siden blev til Su-9/Su-11.
S-1 fløj første gang den 7. september 1955 med A. G. Kochetkov i cockpittet. Flyet var udstyret med en AL-7 turbojetmotor med efterbrænder. Efter de første 11 flyvninger satte flyet i april 1956 sovjetisk rekord med en hastighed på 2.170 km/t (Mach 2,04). Prototypen var tiltænkt bevæbnet med tre 37 mm Nudelman N-37 maskinkanoner og 32 spin-stabiliserede 57 mm ustyrede raketter. Den anden prototype, S-2, introducerede nogle aerodynamiske forbedringer. Testflyningerne blev besværliggjort af den upålidelige motor og prototypen S-1 styrtede ned den 23. november 1956, hvor piloten omkom.
Flyet gik i produktion som Su-7 og fungerede som jagerfly. Jagerversionen blev produceret i 1957–1960 og blev produceret i blot 132 eksemplarer. Flyet blev taget i tjeneste i 1959 i Sovjetunionens hærs luftvåben.

### Su-7B jagerbomber
Den 31. juli 1958 anmodede Sovjetunionens militære flykommando (Frontovaya Aviatsiya, фронтовая авиация) Sukhoj om at udvikle en variant af Su-7 til anvendelse som angrebsfly/jagerbomber. Myndighederne havde opgivet videre brug af Ilyushins Il-10 og havde derfor behov for et hurtigt angrebsfly. Den første prototype, S-22, havde indarbejdet en række ændringer, der forbedrede flyets manøvredygtighed ved operation i lav højde med høj hastighed. Prototypen fløj første gang i marts 1959 og blev taget i tjeneste i 1961 som Su-7B.
Flyet var efter datidens standard hurtigt og kraftfuldt, men designet med de tynde pilvinger medførte, at flyet krævede lange start- og landingsbaner. Landingshastigheden var 340–360 km/t. De høje hastigheder ved start og landing kombineret med dårligt udsyn fra cockpittet og manglen på et system til instrumentlanding, gjorde flyets håndtering vanskelig, særlig i dårligt vejr eller ved dårlige baneforhold.
I 1961-1962 eksperimenterede Sukhoj ved prototypen S-25 med at lede dele af motorens udstødning gennem vingen (såkaldte "blown flaps") for at give bedre opdrift ved start og landing, men systemet var for kompliceret og fordelene for små til at systemet blev indført. I stedet testede Sukhoj startraketter (JAKO's (Jet-Assisted Take Off)) på S-22-4, hvilket viste sig mere effektivt og systemet blev introduceret med Su-7BKL.
Efterfølgende forsøg på at forbedre egenskaberne ved start og landing førte til udviklingen af Sukhoj Su-17, der bl.a. havde variabel pilgeometri.

## Operativ historie

### Su-7A jagerfly
Su-7 i versionen som jagerfly (Su-7A) blev indsat i det fjerne østen i 1958, men allerede i 1959 blev det besluttet af satse på Mikojan-Gurevitj MiG-21 i stedet, og der blev alene fremstillet knap 200 eksemplarer af Su-7A. Su-7A blev trukket ud af tjeneste i 1965 uden nogensinde at have været i kamp.

### Su-7B jagerbomber
Su-7B i forskellige varianter blev det primære angrebsfly anvendt af Sovjetunionen i 1960'erne. Flyet blev anvendt af Sovjetunionens taktiske flyvevåben, Sovjetunionens hærs flyvevåben (Военно-воздушные силы, Voyenno-Vozdushnye Sily, (VVS)), men ikke af det sovjetiske flyvevåbens anden gren, Sovjetunionens luftforsvar (PVO). PVO indkøbte dog en række eksemplarer til brug for træning af piloter.
Su-7B blev også en eksportsucces med eksport af 691 fly, inklusive træningsfly. Flyets begrænsede aktionsradius og behovet for lange start- og landingsbaner begrænsede dog flyets anvendelsesmuligheder. Men flyet var populært blandt piloter grundet dets flyveegenskaber, simple betjening og høje hastighed, selv i lav højde. Flyet var endvidere let at vedligeholde.
Der foreligger ingen rapporter om sovjetiske Su-7'ere i kamp. I perioden 1977-1986 blev de tilbageværende Su-7'ere i sovjetisk tjeneste erstattet af Su-17 og MiG-27.

#### Indien
Su-7 fik sin ilddåb som kampfly, da det indiske luftvåben IAF i 1971 anvendte Su-7 under Den Indisk-pakistanske krig. Seks eskadriller med i alt 140 fly fløj knap 1.500 missioner under krigen og varetog hovedparten af flyangrebene om dagen. Det lykkedes IAF at gennemføre missionerne i et højt tempo og opnåede i perioder seks daglige missioner for piloterne.
Indien mistede 14 fly i krigen, de fleste som følge af beskydning fra jorden. Flyet viste sig imidlertid robust overfor fjendtlig beskydning og var i stand til at flyve på trods af omfattende skader. To gange blev Su-7'ere ramt af fjendtlig luft-til-luft missiler, og begge gange var flyene i stand til ved egen kraft at returnere til basen trods store skader på flyet.

#### Egypten
Egypten havde inden Seksdageskrigen i 1967 erhvervet 14 Su-7'ere. Flyene kom dog ikke i kamp under krigen, da Israels luftvåben i krigens første fase ødelagde flyene på jorden.
Efter krigen modtog Egypten nye leverancer af Su-7'ere, der med succes og få tab blev anvendt under Yom Kippur-krigen til angreb på israelske landstyrker.

## Varianter
Der blev fremstillet i alt 1.847 Su-7'ere i forskellige varianter.
Su-7
Første serieproducerede version. Den eneste version, der blev benyttet som taktisk jagerfly. Versionen blev af fabrikken betegnet som S-2. Flyet blev fremstillet i 1957-1960 i 132 eksemplarer og forblev i tjeneste indtil 1965.
Su-7B
Den første version af flyet i en udgave som angrebsfly (jagerbomber). Versionen blev af fabrikken betegnet som S-22. Flyet blev fremstillet i 1960-1962 i 431 eksemplarer.
Su-7BM
En opgraderet version af Su-7B med en opgraderet AL-7F-1 motor, opgraderede brændstofsystemer med eksterne brændstofrør på siden af skriget , brændstoftanke vingerne, fæstningspunkter under vingerne til eksterne brændstoftanke og med kapacitet til at medføre taktiske atomvåben. Fremstillet i 1963-1965 i 290 eksemplarer.
Su-7BKL
En variant med forstærket understel til brug på vanskelige start- og landingsbaner. Udstyret med startraketter og dobbelt bremseskærm. Introduceret i 1965 under fabrikkens betegnelse S-22KL. Der blev fremstillet 267 eksemplarer i perioden 1965-1972.
Su-7BMK
En forsimplet eksportversion af Su-7BM. Fremstillet i 1967-1971 i 441 eksemplarer.
Su-7U (NATO Moujik)
En tosædet træningsvariant af Su-7B med reduceret brændstofkapacitet. Fløj første gang den 25. oktober 1965 og blev fremstillet i 1966-1972 parallelt med eksportversionen Su-7UMK.
Su-7UM (NATO Moujik)
En tosædet træningsvariant af Su-7BM.
Su-7UMK (NATO Moujik)
En tosædet træningsvariant af Su-7BMK. Su-7 træningsvarianterne blev fremstillet i samlet 411 eksemplarer.
Su-7IG
Eksperimentalfly med variabel pilgeometri, der senere blev videreudviklet til Sukhoj Su-17.
100LDU Control Configured Vehicle
En Su-7U modificeret med canardvinger og et stabiliseringssystem. Flyet var designet som test for et "fly-by-wire"-system for Sukhoj T-4. Flyet blev senere anvendt i 1973–1974 under udviklingen af Su-27's fly-by-wire system.

### OKB-51 betegnelser
S-1
(Strelovidnoye krylo – pilformede vinger) OKB-51's forslag til den første prototype til Su-7 / Su-9 familien
S-2
OKB-51 tegning til den første produktionsversion af Su-7.
S-22
OKB-51 tegning for produktionsversion af Su-7B.
S-22-2
OKB-51 tegning for prototypen til Su-7BM.
S-22M
OKB-51 tegning for produktionsversion af Su-7BM.
S-22KL
OKB-51 tegning for produktionsversion af Su-7BKL, med indbygget udstyr til start og landing på korte baner som testet på S-22-4.
S-23
Som en forløber for testene med S-22-4 blev S-23 testet med et understel, der alene havde ski (og ingen hjul).
S-22-4
En S-22 testet med hjul/ski-understel, bremseskærm og SPRD-110 JATO-boostere for operation på dårlige eller ikke-asfalterede baner.
S-25
Variant med test for luft blæst over vingerne for at reducere kravet til længden af start- og landingsbane.
S-25T
En Su-7 med "Boundary Layer Control system" opsat til tests i vindtunnel.
S-26
En videreudvikling af S-22-4 prototypen med understel af hjul/ski, dobbelt bremseskærm og JATO raketter. Understellet med ski gjorde flyet egnet til at lande på blød mark. S-26 er udstillet på Monino-museet i Moskva.
S-22MK
En simpel eksportversion af Su-7BKL, kaldet Su-7BMK
U-22
En trænerversion med to sæder i en forlænget næse på Su-7BM.
U-22MK
OKB-51 tegning for eksportversion af Su-7U, kaldet Su-7UMK
S-3
En planlagt version som opsporende jagerfly baseret på S-2, med "Izumrud"-radar og avionik i en omkonfigureret næse.
S-41
OKB-51 tegning for af en eksperimental version af S-1/S-2 med forlænget næse.
T-1
Et projekt om udvikling af et taktisk jagerfly med deltavinge, baseret på S-2, opgivet, da prototypen var næsten færdig.
T-3
Et deltavinget jagerfly baseret på S-2, udviklet parallelt med S-3 og T-1. Projektet førte til udviklingen af prototypen T-43, der blev til Su-9 jagerflyet..

## Operatører
|                 |                 |
| Blå = Nuværende | Rød = Tidligere |

### Nuværende operatører
Nordkorea
- Nordkoreas luftvåben modtog mindst 28 Su-7BMK/-7UMK i 1971. Flyene blev bestilt i 1969 og er fortsat i tjeneste.[7][8]

### Tidligere operatører
Afghanistan
- Afghanistan modtog fra 1972 24 Su-7BMK og 16 Su-7U træningsfly. Som følge af løbende brug og kamphandlinger missede landet mange af flyene. Tabene skyldtes primært flere uheld som følge af den høje flyvehøjde på grund af landets terræn, samt dårlig vedligeholdelse. Landet modtog efter Sovjetunionens invasion af Afghanistan i 1980'erne yderligere 79 fly. Ingen af disse er tilbage.

 Algeriet
- Algeriet har modtaget 20 Su-7BMK og 8 Su-27UM.

 Tjekkoslovakiet
- Tjekkoslovakiets luftvåben var det første land uden for Sovjetunionen, der tog Su-7 i tjeneste. De første fly ankom i 1963 og Tjekkoslovakiet modtog i alt 64 Su-7BM, 31 Su-7BKL og en række Su-7U'ere. 30 fly gik tabt som følge af uheld. De resterende fly blev udfaset i 1990'erne.

 Egypten
- Egyptens luftvåben modtog Su-7'ere fra Sovjetunionen. Den første sending på 14 Su-7BMK blev alle ødelagt af Israels luftvåben under Seksdageskrigen. Mellem 1967 og 1972 modtog Egypten yderligere 185 Su-7BMK/SU-7UMK. De der overlevede Yom Kippur-krigen, blev udfaset i midten af 1980'erne.

 Indien
- Indiens luftvåben modtog 140 Su-7'ere i 1968 og senere yderligere 14 stk. De sidste fly blev leveret i 1986.[9]

 Irak
- Iraks luftvåben modtog 18 Su-7BKL i 1968 og modtog senere yderligere 83. Ingen af disse er længere i tjeneste.

 Polen
- Polens luftvåben anvendte 6 Su-7BM, 33 Su-7BKŁ og 8 Su-7U fra juli 1964 til juni 1990. Flyene er udfaset.

 USSR
- Sovjetunionens hærs flyvevåben

 Syrien
- Syriens luftvåben modtog 25 Su-7'ere efter seksdageskrigen. I Yom Kippur-krigen mistede Syrien de fleste af de leverede fly. Efter 1973 leverede USSR yderligere 35 fly, der i midten af 1980'erne blev trukket tilbage fra frontlinjetjenste og helt ud af tjeneste i 1990'erne.

 Vietnam
- Vietnams luftvåben

### Videreudviklinger
- Su-17/Su-20/Su-22

### Tilsvarende fly
- Mikojan-Gurevitj MiG-21
- Dassault Mirage IIIE
- HAL HF-24 Marut
- Hawker Hunter
- Nanchang Q-5
- Republic F-105 Thunderchief

## Eksterne links
- Wikimedia Commons har flere filer relateret til Sukhoj Su-7
- Su-7 from Global Security
- Su-7 from Global Aircraft
- Su-7 from Military Factory
- Su-7 BKL walkaround
- airvectors.net om Su-7 og Su-17
- Sovjetisk video om Su-7 (med engelske undertekster)